# مسرح الحكواتي
المسرح الوطني الفلسطيني - الحكواتي هو أول مسرح فلسطيني متخصص في مدينة القدس، في 9 أيار 1984، بادرت فرقة الحكواتي المسرحية إلى تأسيس المسرح وتولت إدارته والعمل به بصفة فرقة مقيمة حتى عام 1989. كان من مؤسسيه راضي شحادة والمسرحي الفرنسي فرانسوا أبو سالم، وقد احتفل المسرح مؤخرا على مرور خمسة وثلاثون عاما على إنشاء المسرح واحتفاء بأبو سالم مؤسسه. كما ويقوم المسرح بانشاء عمل جديد بالتعاون مع مسرح Suite 42 في برلين، عن مسيرة فرانسوا المسرحية.
تحولت إدارة المسرح إلى مجلس أمناء فلسطيني مستقل مكون من شخصيات فنية وثقافية فلسطينية كأدباء، شعراء، فنانين، بالإضافة لنشطاء اجتماعيين وسياسين. يحمل المسرح رسالة المسرح الملتزم، ويسعى لتسليط الضوء على النشاطات الثقافية والفنية خاصة المسرح.
عملت الادارات المتعاقبة على جعل المسرح منصة وطنية لاحتواء معظم النشاطات الثقافية والفنية في مدينة القدس، كما وتم الاهتمام منذ البداية على خلق طاقات شبابية جديدة والعمل على الحفاظ على الهوية الفلسطينية والثقافية في مدينة القدس، يستمد المسرح اسمه من شخصية الحكواتي في التراث الفلسطيني العربي، ووصلها بنوع مسرحيات الممثل الواحد (مونودراما).

## من انتاجات المسرح
“باسم الأب والأم والابن”
“محجوب محجوب”
“ألف ليلة وليلة في سوق اللحامين”
“جليلي يا علي”
“قصة العين والسن”
“شرشوح”
“حكاية الصلاة الأخرى”
” الاستثناء والقاعدة”
“عنتر بالساحة خيال”
“تغريب العبيد”
“كفر شما”
محطات مارتن لوثر كينج - 2011
«عزا» مسرحيّة موسيقيّة النّص لأمير نزار زعبي والمجموعة، تمثيل خليفة ناطور، هنري إندراوس، محمود شلبي، فرج سليمان، وائل واكيم، عامر حليحل. الموسيقى لفرج سليمان، الحركة لسمر حدّاد كينج، إضاءة معاذ الجعبة، مساعدة مخرج خولة إبراهيم وإخراج أمير نزار زعبي.)2016) 
«عايش» من إخراج: محمد عيد، تأليف: طارق السيد، تمثيل: ميلاد غالب، موسيقى: فراس شاهين، مساعد إنتاج: مراد أبو صبيح (2016) 
«قانديل ملك الجليل» عن رواية تحمل ذات الاسم للكاتب إبراهيم نصر الله. إخراج: نزار زعبي. كتابة نصّ مسرحيّ: عامر حليحل. إدارة إنتاج: جورجينا عصفور. موسيقى: حبيب شحادة حنّا. حركة: سمر كينج حدّاد. إضاءة وصوت وتنفيذ ديكور: رمزي الشيخ قاسم وعماد سمارة. شارك في التمثيل: عامر خليل، عامر حليحل، فداء زيدان، علاء أبو غربيّة، منى حوّا، أديب صفدي، ومحمّد الباشا.(2016) 
مسرحية ايمائية للأطفال بعنوان "قبعات" للأطفال" من تقديم الفنان سليم سلامة. (2016) 
عمل مشترك بين مسرح الحكواتي ومسرح خشبة في حيفا: أماكن أخرى" نص واخراج: بشار مرقص وطاقم المشروع باشتراك: رائدة غزالة، شادن قنبورة، خلود باسل طنّوس، حسام العزّة، وهنري أندراوس. تصميم خشبة مجدلة خوري (سينوغرايفا)، وإعداد مسرحيّ علاء حليحل (دراماتوجيا)، وإضاءة فراس طرابشة، إدارة إنتاج لورا حوّا، مساعدة إنتاج سوار عوّاد. (2017)
«من قتل أسمهان» تأليف وإخراج أمير نزار زعبي، ونسختها الإنجليزية ترجمة عامر حليحل، موسيقى حبيب شحادة ورقصات سمر حداد كينج.تمثيل: منى حوّا، عزت النتشة، فراس فراح، نضال الجعبة، إيفان أزازيان ومحمد باشا.(2018)

## جوائز
حصل المسرح الوطني الفلسطيني (الحكواتي) على جائزة ياسر عرفات للتميز والإبداع لعام 2016.
أربعة جوائز أفضل إخراج، أفضل تأليف مسرحي، أفضل سينوغرافيا، وجائزة أفضل ممثلة التي حازت عليها الممثلة منى حوا، في مهرجان فلسطين الوطني للمسرح عن مسرحية «من قتل أسمهان» 2018.

## مضايقات من سلطات الاحتلال والمستوطنين
شأن الكثير من المؤسسات الثقافية الفلسطينية عانى المسرح الوطني من ملاحقات سلطات الاحتلال ومن هجمات المستوطنين في مدينة القدس، فقد أغلقت السلطات المسرح مرارًا تحت بذرائع مختلفة، الا أن المسرح تمكن من الاستمرار وأصبح واحداً من معالم مدينة القدس. ومن أخطر الأزمات التي واجهها الحكواتي كانت تزييف بيع وملكية مبنى المسرح من قبل مستوطنين إسرائيليين في عام 2014، وقد خاضت عائلة “فريتخ” الفلسطينية التي تعود إليها ملكية المبنى صراعاً قضائياً لتثبت ملكية المسرح ومبنى النزهة، مع العلم بأن بيع المبنى يتطلب إجراءات في المحكمة الشرعية الإسلامية بصفته وقفاً للعائلة.